# Chyliza selecta
Chyliza selecta är en tvåvingeart som beskrevs av Osten Sacken 1882. Chyliza selecta ingår i släktet Chyliza och familjen rotflugor.
Artens utbredningsområde är Filippinerna. Inga underarter finns listade i Catalogue of Life.